# Cyrtosperma kokodense
Cyrtosperma kokodense är en kallaväxtart som beskrevs av Alistair Hay. Cyrtosperma kokodense ingår i släktet Cyrtosperma och familjen kallaväxter.
Artens utbredningsområde är Papua Nya Guinea. Inga underarter finns listade.